# Port lotniczy Greater Moncton
Port lotniczy Greater Moncton (IATA: YQM, ICAO: CYQM) – port lotniczy położony w Dieppe, 7,4 km na północny wschód od Moncton, w prowincji Nowy Brunszwik, w Kanadzie.

## Linie lotnicze i połączenia
- Air Canada Jazz (Halifax, Montreal-Trudeau, Ottawa, Toronto-Pearson)
- Air Canada obsługiwane przez Air Georgian (Halifax, Montreal-Trudeau)
- Air Transat (Cancun, Punta Cana) [sezonowo]
- Canjet (Varadero) [sezonowo]
- Continental Express obsługiwane przez ExpressJet Airlines (Newark)
- Porter Airlines (Ottawa, Toronto-Billy Bishop)
- Sunwing (La Romana, Montego Bay, Punta Cana, Santo Domingo) [sezonowo]
- WestJet (Cancun [sezonowo], Hamilton [sezonowo], Orlando [sezonowo od 17 lutego], Toronto-Pearson)

### Cargo
- Cargojet Airways
- FedEx Express obsługiwane przez Morningstar Air Express
- Purolator Courier obsługiwane przez Kelowna Flightcraft Air Charter